# Masamichi Yamada
Masamichi Yamada (japanisch 山田 正道 Yamada Masamichi; * 7. April 1981 in der Präfektur Kyoto) ist ein japanischer Fußballspieler.

## Karriere
Yamada erlernte das Fußballspielen in der Universitätsmannschaft der Waseda-Universität. Seinen ersten Vertrag unterschrieb er 2004 bei Kyoto Purple Sanga. Der Verein spielte in der zweithöchsten Liga des Landes, der J2 League. 2005 wechselte er zum Drittligisten FC Horikoshi (heute: Arte Takasaki). 2006 wechselte er zu FC Gifu. Am Ende der Saison 2007 stieg der Verein in die J2 League auf.